# Piéni
Piéni est une commune rurale située dans le département de Tambaga de la province de la Tapoa dans la région de l'Est au Burkina Faso.

## Santé et éducation
Le centre de soins le plus proche de Piéni est le centre de santé et de promotion sociale (CSPS) de Tambaga.